# مینه‌تونکا بیچ (مینه‌سوتا)
مینه‌تونکا بیچ، مینه‌سوتا (به انگلیسی: Minnetonka Beach, Minnesota) یک شهر در ایالات متحده آمریکا است که در مینه‌سوتا واقع شده‌است.

## خصوصیات
مینه‌تونکا بیچ ۱٫۲۴ کیلومترمربع مساحت و ۵۳۹ نفر جمعیت دارد و ۲۸۷ متر بالاتر از سطح دریا واقع شده‌است.